# Pinda (gênero)
- Commons
- Wikispecies

Pinda é um género botânico pertencente à família Apiaceae.
1. ↑  «Pinda — World Flora Online». www.worldfloraonline.org. Consultado em 19 de agosto de 2020